# Bryolymnia semifascia
Bryolymnia semifascia (tên tiếng Anh: Half-banded Bryolymnia) là một loài bướm đêm thuộc họ Noctuidae. Nó được tìm thấy ở miền bắc Colorado và miền nam Utah về phí nam tới tây nam Arizona và miền trung nam New Mexico.
Sải cánh dài 26–29 mm. Con trưởng thành bay từ giữa tháng 6 tới giữa tháng 9 ở các khu rừng lá kim.